# Halina Aszkiełowicz
Halina Aszkiełowicz, po mężu Wojno (ur. 4 lutego 1947 w Słupsku, zm. 22 czerwca 2018 we Wrocławiu) – polska siatkarka, brązowa medalistka olimpijska z Meksyku (1968), wicemistrzyni Europy (1967), brązowa medalistka mistrzostw Europy (1971), występująca na pozycji środkowej.

## Kariera sportowa

### Kariera reprezentacyjna
W reprezentacji Polski seniorek debiutowała 7 sierpnia 1965 w towarzyskim spotkaniu z Czechosłowacją. W 1966 wystąpiła na mistrzostwach Europy juniorek, zajmując z zespołem 5. miejsce. Miała udział największych sukcesach reprezentacji II połowy lat 60. i początku lat 70. zdobywając kolejno wicemistrzostwo Europy w 1967, brązowy medal olimpijski w 1968 i brązowy medal mistrzostw Europy w 1971. Na tej ostatniej imprezie wystąpiła razem z młodszą siostrą Celiną. Uczestniczyła także w mistrzostwach świata w 1970, zajmując dziewiąte miejsce. Ostatni raz w biało-czerwonych barwach wystąpiła 4 października 1973 w towarzyskim spotkaniu z Meksykiem. Łącznie w reprezentacji Polski seniorek wystąpiła w 177 spotkaniach, w tym 138 oficjalnych.
W 2008 została uhonorowana miejscem w Alei Gwiazd polskiej siatkówki w Miliczu.

### Kariera klubowa
Jej pierwszą drużyną byli Czarni Słupsk (1960–1962), z którą w 1962 zdobyła mistrzostwo Polski juniorek w 1962, w latach 1962–1963 reprezentowała zespół WKS Słupsk. Od 1963 występowała w Polonii Świdnica, z którą w sezonie 1963/1964 debiutowała w I lidze. Z drużyną ze Świdnicy została mistrzynią Polski juniorek w 1964 i 1965, natomiast w lidze nigdy nie stanęła na podium (najwyższa pozycja – czwarta w sezonie 1970/1971). Występowała tam ze swoimi młodszymi siostrami – Teresą i Celiną. W 1972 odeszła do Odry Wrocław, w której awansowała do I ligi w 1973. We wrocławskim klubie, który spadł z ekstraklasy w 1976, grała do 1978, w latach 1978–1980 reprezentowała barwy włoskich zespołów Salora Bergamo i Volley Potentino.

## Życie prywatne
Jej siostry Teresa i Celina również były pierwszoligowymi siatkarkami, Celina także reprezentantką Polski, mąż Adam Wojno był trenerem w AZS AWF Wrocław i akademickiej reprezentacji Polski, córka Anna Wojno I-ligową siatkarką, m.in. medalistką mistrzostw Polski z Wisłą Kraków i Norwegii z Oslo Volley.
Przez pięć lat zmagała się z nowotworem. Zmarła 22 czerwca 2018 w wieku 71 lat. Została pochowana na Cmentarzu Ducha Świętego we Wrocławiu.